# 카우카주

카우카 주

카우카주(스페인어: Departamento de Cauca)는 콜롬비아 남서부에 위치한 주로 주도는 포파얀이며 면적은 29,308km2, 인구는 1,354,744명(2013년 기준), 인구 밀도는 46명/km2이다. 1857년 6월 15일에 신설되었으며 41개 지방 자치체를 관할한다. 서쪽으로는 태평양, 북동쪽으로는 톨리마 주, 북쪽으로는 바예델카우카 주, 동쪽으로는 우일라 주, 남쪽으로는 나리뇨 주, 남동쪽으로는 푸투마요 주, 카케타 주와 접한다.

주기
주 문장